# Andrzej Głownia
Andrzej Głownia (ur. 9 listopada 1951 w Gdańsku, zm. 22 września 2024) – polski piłkarz występujący na pozycji napastnika, wychowanek Lechii Gdańsk. W Lechii zadebiutował w 1969 r. W latach 1969-1970 rozegrał jeden mecz, a następnie trafił do Floty Gdynia. W 1972 r. wrócił do Gdańska, gdzie grał przez kolejne osiem lat. W latach 1980–1981 był zawodnikiem Arki Gdynia. W 1981 został zawodnikiem zespołu Vistula Garfield. Zmarł 22 września 2024 i został pochowany na Cmentarzu Łostowickim (kwatera 124, rząd 23, grób 1).

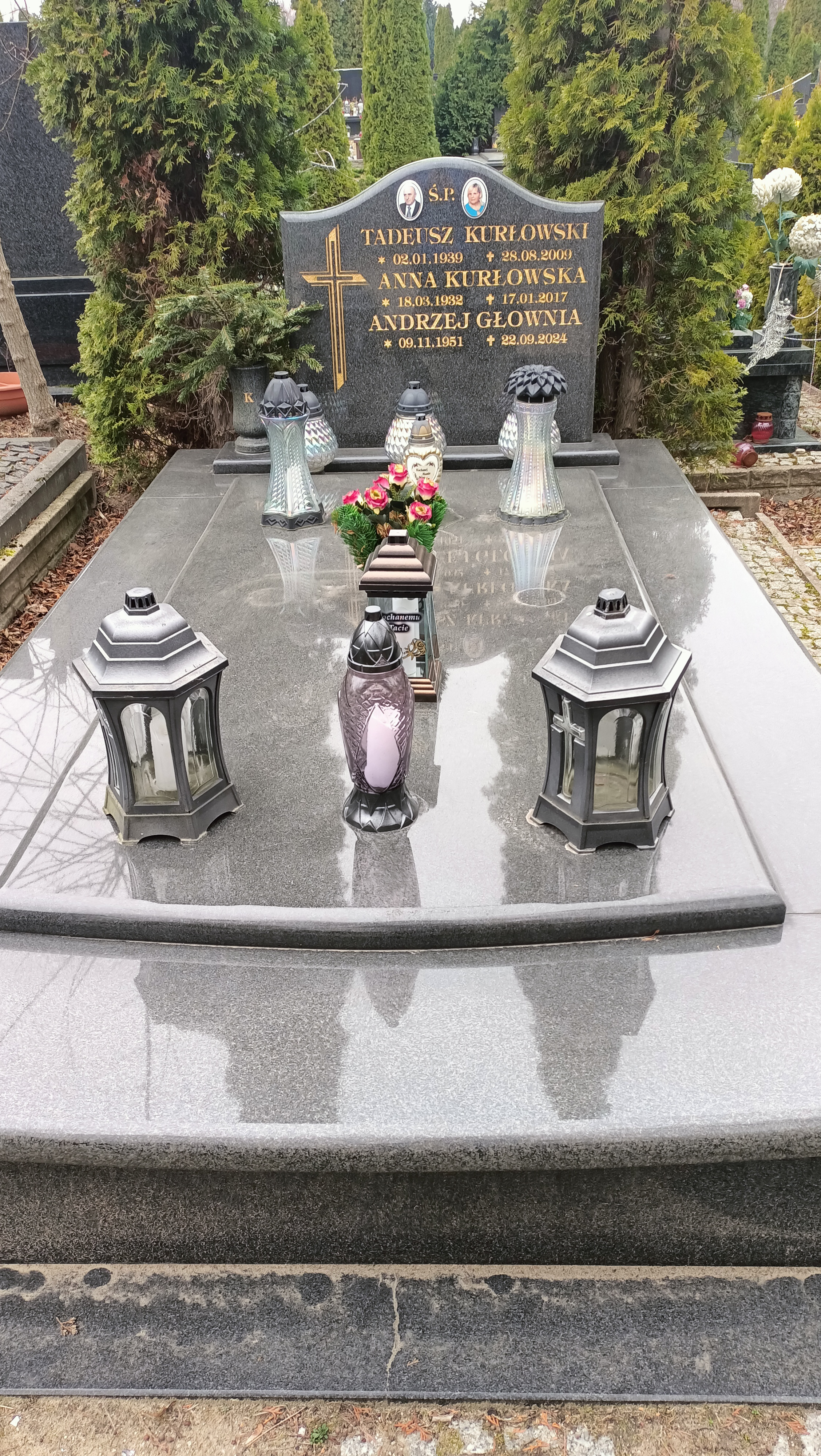
Grób Andrzeja Głownii na cmentarzu Łostowickim w Gdańsku